# Regatul Mallorca
Regatul Mallorca (sau Majorca) a fost o entitate politică medievală situată în insula Mallorca din Marea Mediterană. Acest regat a fost creat în urma divizării Regatului Aragon, rezultatul unui acord între regele Aragonului, James I, și fiul său, James al II-lea.